# Arktitscheski-Institut-Felsen
Die Arktitscheski-Institut-Felsen (russisch Скали Арктического Института Skali Arktitscheskogo Instituta) sind eine Gruppe von Felsen im antarktischen Königin-Maud-Land. Sie ragen 13 km nördlich des Gebirges Nordwestliche Insel am nordwestlichen Ausläufer des Wohlthatmassivs auf.
Entdeckt wurden sie bei der Deutschen Antarktischen Expedition 1938/39 unter der Leitung des Polarforschers Alfred Ritscher. Die Kartierung erfolgte zwischen 1960 und 1961 durch eine sowjetische Antarktisexpedition, die sie nach dem Arktischen Forschungsinstitut der UdSSR in Leningrad benannten.